# Carlos Barbosa-Lima
Antonio Carlos Ribeiro Barbosa Lima (São Paulo, 17 de diciembre de 1944-Paraty, Río de Janeiro; 23 de febrero de 2022) fue un guitarrista clásico y de jazz brasileño. Pasó la mayor parte de su vida profesional como residente en los `Estados Unidos, dedicando gran parte de su tiempo como recitalista en giras internacionales de conciertos. Actuó a menudo como solista y con orquestas.

## Desarrollo temprano
Nació el 17 de diciembre de 1944 en São Paulo, Brasil. Creció en el barrio de Brooklyn de la ciudad. Afirma que empezó a tocar la guitarra a los siete años.
Recordaba que su padre, Manuel Carlos, contrató a un instructor para que le enseñara a tocar la guitarra. Las lecciones pasaron entonces del padre al hijo, y el niño llegó a ser conocido en el barrio como un prodigio. Tras dos años de clases con Benedito Moreira, fue presentado al compositor guitarrista brasileño Luiz Bonfá. Por recomendación de Bonfá, Barbosa-Lima fue dirigido a Isaias Savio, el padre de la escuela de guitarra clásica de Brasil. A instancias de familiares, amigos y conocidos, debutó en concierto en São Paulo en noviembre de 1957, cuando tenía doce años. Al año siguiente, actuó en un programa de variedades de televisión que presentaba a jóvenes músicos y dio un concierto en solitario en Río de Janeiro. Firmó un contrato con Chantecler, que formaba parte de RCA Brasil, y en junio de 1958 publicó su primer álbum, Dez Dedos Magicos Num Violão De Ouro.
En 1960 comenzó su vida de músico itinerante, realizando giras por Montevideo, Uruguay y el este de Brasil. Debutó en Estados Unidos en Washington D. C., en 1967. Realizó una gira por Estados Unidos y América Central y del Sur. Para entonces ya hacía sus propios arreglos para guitarra. En 1964 publicó un álbum con arreglos del popular compositor brasileño Catullo, unos amigos suyos escucharon estos arreglos y le animaron a seguir haciendo arreglos para guitarra.

## Vida profesional
En 1967 debutó en Nueva York en el Weill Recital Hall del Carnegie Hall (entonces conocido como Carnegie Recital Hall). Este concierto fue acogido de nuevo con excelentes críticas y supuso el inicio de su carrera en la escena mundial de los conciertos. En 1968 viajó a Madrid para tocar con Andrés Segovia. A su regreso, dos años después, dio un concierto en el Town Hall de Nueva York. Al término de este concierto, Harold Shaw y Shaw Concerts se pusieron en contacto con él para ofrecerle una serie de conciertos en los Estados Unidos. Gracias a la intensa agenda de conciertos y a las clases magistrales que le ofrecía Shaw Concerts, Barbosa-Lima aceptó un puesto de profesor en la Universidad Carnegie Mellon (1974-1978). Fue durante este tiempo que la reputación de Barbosa-Lima como guitarrista de clase mundial comenzó a florecer y los compositores comenzaron a escribir obras para él. Un compositor muy importante de esta época fue Alberto Ginastera, que compuso la Sonata para guitarra, op. 47 para Barbosa-Lima. A finales de la década (1977) Barbosa-Lima interpretó el Concierto para guitarra y orquesta de Francisco Mignone en el Kennedy Center de Washington D. C.
Al comenzar la década de 1980, se trasladó a la ciudad de Nueva York (1981) y aceptó un puesto de profesor en la Manhattan School of Music. Una vez en Nueva York, comenzó a actuar con el guitarrista de jazz Charlie Byrd. Al escuchar los arreglos de Barbosa-Lima, el Sr. Byrd organizó inmediatamente que Barbosa-Lima se reuniera y actuara para Carl Jefferson (el propietario de Concord Records). Carl Jefferson contrató a Barbosa-Lima y once grabaciones siguieron en el sello Concord Jazz. En 1982, entró en contacto frecuente con su compatriota Antônio Carlos Jobim, uno de los compositores más populares de todos los tiempos. Barbosa-Lima se reunía a menudo con él en el apartamento de Jobim en el Upper East Side de Nueva York para realizar improvisadas sesiones de improvisación. De estas sesiones surgió la grabación Carlos Barbosa-Lima plays Music by Antônio Carlos Jobim and George Gershwin, un CD crossover antes de que la palabra fuera popular. Jobim quedó inmediatamente impresionado con la técnica de arreglos para guitarra de Barbosa-Lima, que Barbosa-Lima describe como "multilineal", lo que significa básicamente varias voces moviéndose a la vez, como la técnica de la guitarra clásica. En el momento de sus encuentros, Jobim estaba más familiarizado con la técnica de la guitarra brasileña, que utilizaba una técnica de "acordes en bloque" como la que utilizaba el propio Jobim. "...Barbosa-Lima aporta un oído atento al contrapunto y a la técnica que da a cada línea independiente su propia voz. Sus transcripciones encuentran y definen cada parte móvil, en bossa novas y contramelodías juntas como lo hace en Gershwin, suena como un equipo de guitarristas". Y en consonancia con la técnica multilineal de Barbosa-Lima, el compositor cubano Leo Brouwer, que es su amigo personal desde hace mucho tiempo, ha dicho: "...cuando, sin saberlo, [Brouwer] pasó por una habitación de hotel y escuchó música de guitarra, pensó que estaba escuchando un dúo de guitarras y, de repente, reconoció la música y se dio cuenta de que era Barbosa-Lima tocando en solitario. Si no fuera un guitarrista y compositor de guitarra que se dio cuenta de un error de uno de los violinistas durante un ensayo de una orquesta de setenta miembros, mi confusión podría estar justificada. Creo que Carlos Barbosa-Lima es un genio de las transcripciones de música latinoamericana para guitarra".
Después, Barbosa-Lima  grabó para el sello discográfico Zoho music y ha publicado cinco grabaciones bajo este sello y su dirección de las grabaciones así como su programación de conciertos tienen un concepto definitivamente latinoamericano. En abril de 2010 celebró el lanzamiento de su quincuagésima grabación, Merengue (Zoho Music, CD 200911) en el Weill Recital Hall del Carnegie Hall.

## Grabaciones
El estilo de Carlos Barbosa-Lima integra lo clásico, lo latino y el jazz. Su discografía se extiende a lo largo de más de cuarenta ediciones y más de cincuenta años.
Debido a que su primera grabación (a los 13 años) se realizó en 1958, cuando la industria discográfica aún no se había digitalizado, las primeras grabaciones fueron todas en soportes analógicos, principalmente discos de 45rpm, 78 rpm y LP, junto con cintas de casete. En 1982 se estableció una relación a largo plazo con Concord Records, que comenzó con medios analógicos, para llevar el proceso de grabación a la era digital con los CD.
Cuando Concord cambió su enfoque, Barbosa-Lima desarrolló una nueva asociación con el sello Zoho, con sede en Nueva York, en 2001, comenzando con su grabación Frenesí (Zoho 200408).